# Solitude Standing
Albums de Suzanne Vega
Suzanne Vega
(1985) Days of Open Hand
(1990)
Solitude Standing est le deuxième album de Suzanne Vega, enregistré en 1986/1987 et sorti en avril 1987, et contenant les deux singles Tom's Diner et Luka.

## Historique
Sorti le 1er avril 1987, il contient les deux hits Tom's Diner et Luka. Il a été enregistré entre 1986 et 1987 principalement aux Bearsville Sound Studios (NY) et aux RPM Sound Studios (New York     ) avec des enregistrements complémentaires à Los Angeles (A&M Recording Studios) et New York (Clinton Recording Studios, Celestial Sound Studios et Carnegie Hill Studios).
Alors que le premier album de Suzanne Vega ne comprenait que ses compositions, sur celui-ci les membres du groupe qui l'accompagnent en tournée, prennent aussi part aux compositions. Certaines chansons ont été composées largement avant l'enregistrement de cet album (voir les indications dans liste des titres).
Aux États-Unis, Solitude Standing se classa à la 11e place du Billboard 200. Au Royaume-Uni elle entra dans les charts directement à la deuxième place.

## Liste des titres
- Tous les titres ont été composés en 1986-1987 sauf indications.

| No  | Titre                               | Auteur                                                       | Durée |
| --- | ----------------------------------- | ------------------------------------------------------------ | ----- |
| 1.  | Tom's Diner (composé en 1981)       | Suzanne Vega                                                 | 2:09  |
| 2.  | Luka (composé en 1984)              | Vega                                                         | 3:52  |
| 3.  | Ironbound / Fancy Poultry           | Vega / Anton Sanko                                           | 6:19  |
| 4.  | In the Eye                          | Vega / Marc Shulman                                          | 4:16  |
| 5.  | Night Vision                        | Vega / Sanko                                                 | 2:47  |
| 6.  | Solitude Standing                   | Vega / Stephen Ferrera / Sanko / Shulman / Michael Visceglia | 4:49  |
| 7.  | Calypso (composé en 1978)           | Vega                                                         | 4:14  |
| 8.  | Language                            | Vega / Visceglia                                             | 3:57  |
| 9.  | Gypsy (composé en 1978)             | Vega                                                         | 4:04  |
| 10. | Wooden Horse (Casper Hauser’s Song) | Vega / Ferrera / Sanko / Shulman / Visceglia                 | 5:13  |
| 11. | Tom's Diner (reprise)               | Vega                                                         | 2:40  |

## Musiciens
- Suzanne Vega : chant, guitare acoustique
- Michael Visceglia : basse, synthé sur Tom's Diner (reprise)
- Anton Sanko : synthétiseurs, guitare classique sur Night Vision
- Marc Shulman : guitare électrique
- Stephen Ferrera : batterie, percussion

## Musiciens additionnels
- Jon Gordon : solo de guitare sur Luka
- Sue Evans : batterie sur Gypsy, percussion sur Calypso
- Mitch Easter : guitare rythmique sur Gypsy
- Steve Addabbo : solo de guitare sur Gypsy
- Frank Christian : guitare électrique sur Gypsy
- Shawn Colvin : chœurs sur Luka

## Certifications
| Pays        | Ventes      | Certification | Date       |
| ----------- | ----------- | ------------- | ---------- |
| États-Unis  | 1 000 000 + | Platine       | 22/10/1997 |
| Allemagne   | 250 000 +   | Or            | 1987       |
| Canada      | 100 000 +   | Platine       | 16/09/1987 |
| France      | 200 000 +   | 2 × Or        | 1990       |
| Royaume-Uni | 300 000 +   | Platine       | 09/06/1987 |